# ديد أور ألايف (سلسلة)
ديد أور ألايف (بالياباني:デッドオアアライブ) (بالإنجليزية:Dead or Alive) وتعني «حي أو ميت»، هي سلسلة ألعاب فيديو قتالية من إنتاج تيكمو ويرتكز اللعب على القتال والمواجهة السريعة.

## الإنتاج
أمر رئيس شركة Tecmo فريق Team Ninja أن يصمم لعبة تنقذ الشركة من الإفلاس، وتم إطلاق عليها أسم Dead or Alive وكان يقصد بالأسم موت أو حياة الشركة بعد هذه اللعبة. Team NINJA كان مخير بين نوعين من الأنواع المتعددة من أنواع الألعاب، وهما لعبة قتال أو لعبة سيارات، فطبعاً إختار Itagaki النوع الأول لأنه لن يحتاج إلى رخص من شركات السيارات وبعد عمل ووضع كل جهد ممكن لآخر لعبة للشركة تم إصدار الجزء الأول من سلسلة Dead or Alive.

## طريقة اللعب
الجزء الأول فيه إمكانية عمل الكاونتر أتاك Counter Attack (تفادي مع ضرب) وأيضا الـDanger Zones التي تتسبب بعمل ضربة أقوى على الخصم عند سقوطه على الأرض خارج حلية القتال.
لكن من الجزء الثاني إلى الجزء الخامس قد تغيرت طريقة اللعب لدرجة كبيرة عن الجزء الأول، فلم تعد هناك الـDanger Zones الأرضية كما في السابق بل أصبحت المناطق الخطرة هي الجدران وإمكانية السقوط من أماكن مرتفة إلى أماكن أخرى منخفضة، أيضا تصميم الحلبات لم يكن متشابه كما في الجزء الأول مجرد خلفيات تتغير، بل في الأجزاء الجديدة الخلفيات تفاعلية حيث يمكنها أن تتحطم أو تضرب خصمك نحوها.

## القصة
سلسلة ديد أور ألايف تتحدث عن مسايقة عالمية تسمى «ديد أور ألايف» يشارك فيها كثيرين من الماهرين في الفنون القتالية، المسابقة تحت إشراف شركة DOATEC .
قصة ديد أور ألايف 1. «كاسومي»، النينجا الهاربة من عشيرتها وقريتها، دخلت المسابقة لتنتقم من عمها «رايدو» الذي سبب شلل لأخيها «هاياتي».
في النهاية، تقضي «كاسومي» على «رايدو» وفازت في مسابقة ديد أور ألايف الأولى. قوانين النينجا الصارمة منعت «كاسومي» من العودة لقريتها لأن كاسومي هربت من القرية، وأصبحت «كاسومي» هاربة ومطاردة.
قصة ديد أور ألايف 2. ظهر تينغو يهدد سلامة العالم ويدعى "Gohyakumine Bankotsubo". في النهاية، «ريو» يقضي على التينغو، وهكذا فاز «ريو» بمسابقة ديد أور ألايف الثانية.
قصة ديد أور ألايف 3. قامت شركة DOATEC بإجراء التجارب علی «جينرا» (وهو والد «أياني» بالتبني)، وحولوه إلى مقاتل قوي شرير متوحش يدعى «أوميجا». مسابقة ديد أور ألايف الثالثة هي اختبار قدرات «أوميجا». في النهاية «أياني» تقضي على «أوميجا» وتفوز بمسابقة ديد أور ألايف الثالثة.
قصة ديد أور ألايف 4. يخطط كل من «كاسومي» و«هاياتي» و«أياني» و«ريو» للقضاء على شركة DOATEC. تقوم «هيلينا» بتفجير مبنى DOATEC . في النهاية، تفوز «هيلينا» بمسابقة ديد أور ألايف الرابعة.
قصة ديد أور ألايف 5. بعد أحداث لعبة ديد أور الأيف الجزء الرابع، «هيلينا» سيطرت على شركة DOATEC بعد أن كانت تحت سيطرة Victor Donovan ، وأعادت بناء الشركة، أقامت مسابقة ديد أور ألايف الخامسة. «جان لي» هزم «هيتومي» وفاز بمسابقة ديد أور ألايف الخامسة. وهناك Donovan (و هو عضو سابق في شركة DOATEC والتي سيطرت عليها «هيلينا»)، قام بصناعة مقاتل قوي يدعى «ألفا-152» وهو استنساخ من «كاسومي»، وتخطط «كاسومي» للقضاء على «ألفا-152».

## الألعاب

### السلسلة الرأيسيه

#### ديد أور ألايف 1
الشخصيات:
Ryu Hayabusa, Kasumi, Tina, Jann-Lee, Lei-Fang, Zack, Bayman, Gen-Fu
صدر الجزء الأول في عام 1996م على أجهزة الأركيد، وكان قريب مع وقت فرتشوا فايتر 2، لكن الذي ميز DOA عن فرتشوا فايتر 2 إمكانية عمل الكاونتر أتاك (تفادي مع ضرب) وأيضا الـDanger Zones التي تتسبب بعمل ضربة أقوى على الخصم عند سقوطه على الأرض خارج حلية القتال.
بعد عام من إصدارها على أجهزة الأركيد قررت شركة تيكمو إصدار DOA على جهاز سيجا ساتورن مع تطوير وذلك بإضافة بعض الحركات الجديدة وملابس جديدة للشخصيات، لكن الجرافيك مازال مشابه للموجود في نسخة الأركيد بالخلفيات الثنائية الأبعاد وتصميم الشكال وأرضية الحلبات بشكل ثلاثي الأبعاد.
بعد نجاحها على أجهزة الأركيد وجهاز السيجا ساتورن تم إصدارها على جهاز سوني الشهر بلاي ستيشن 1 وهذه المرة تم إضافة ثلاثة شخصيات جديدة في اللعبة وهم "Ayane" و"Bass" و"Raidou" (الزعيم الأخير أصبح قابل للعب) وتم وضع خلفيات ثلاثية الأبعاد بدلا من الخلفيات الثنائية الأبعاد التي كانت موجودة في نسختي السيجا ساتورن والأركيد، وملابس الشخصيات وصلت إلى 9 لكل شخصية.
وبعد هذه النجاحات وإنقاذ الشركة من الإفلاس تم إصدار نسخة جديدة من DOA لأجهزة الأركيد وهي مشابهة لنسخة البلاي ستيشن وتم سميتها Dead or Alive++

#### ديد أور ألايف 2
الشخصيات: Ryu Hayabusa, Kasumi, Tina, Jann-Lee, Lei-Fang, Zack, Bayman, Gen-Fu, Ayane, Ein, Helena, Leon
بعد ثلاثة أعوام من إصدار الجزء الأول، وبعد عام من إصدار النسخة المطورة من الجزء الأول على الأركيد تم إصدار الجزء الثاني في عام 1999 على أجهزة أركيد Naomi، وقد أذهل Team NINJA اللاعبين والمختصين بالألعاب بماقدمه من جرافيك مذهل على أجهزة الأركيد.
الجزء الثاني قد تغير لدرجة كبيرة عن الجزء الأول، فلم تعد هناك الـDanger Zones الأرضية كما في السابق بل أصبحت المناطق الخطرة هي الجدران وإمكانية السقوط من أماكن مرتفة إلى أماكن أخرى منخفضة، أيضا تصميم الحلبات لم يكن متشابه كما في الجزء الأول مجرد خلفيات تتغير، بل في الجزء الثاني الخلفيات تفاعلية حيث يمكنها أن تتحطم أو تضرب خصمك نحوها. تصميم الشخصيات تغير لدرجة مذهلة بسبب الجرافيك المتقن والعمل الذي قام فيه Team Ninja حيث كانت تعمل في 60 إطار بالثانية، أيضا تم إضافة شخصيات جديدة Ein وHelena وBayman بالإضافة إلى الزعيم الأخير الذي يدعى Tengu ، ومن الإضافات طور جديد شهير مأخوذ من لعبة Tekken Tag Tournament ووضعوه في DOA وهو طور الـTag (الفريق) حيث يمكنك عمل عدد من الـCombos بسرعة عن طريق التبديل بين الشخصيتين بالإضافة لعمل حركات مشتركة بين الشخصيتين.
بعد عام كامل من إصدارها على الأركيد تم إصدارها على الدريم كاست وفي نفس العام أصدرتها على البلاي ستيشن 2 وقد احتوت نسخة البلاي ستيشن على مجموعة ملابس جديدة للشخصيات وشخصية سرية هي Bayman وبعدها تم إصدار النسخة المطورة على أجهزة الأركيد مرة أخرى وتسيمتها Millenium Edition
ديد أور ألايف أولتيمت

قامت Tecmo بإصدار للجزء الأول والثاني على جهاز الـXbox عام 2004 باسم DEAD OR ALIVE ULTIMATE مع تزويدهما بخدمة الـLive، الجزء الأول مع إضافة لعب الشبكة وتحسين طفيف في الرسوم، أما الثاني فحصل له تجديد بالكامل وأصبح كلعبة جديدة كلياً، تم إضافة كمية ضخمة من الملابس في إصدار Ultimate وعدد مراحل كبير يصل إلى 22 مرحلة، إضافة تعديلات على النظام القتالي باللعبة خصوصاً الصد والكاونتر وأصبحت اللعبة أسرع من سابقاتها على الرغم من أن النظام القتالي المستعمل هو نفسه الموجود في الجزء الثاني. وأيضا تقديم توضيح للقصة لم يكن موجود في الجزء الثاني بالسابق، وهو عرض البداية، وتقديم أفضل جرافيك.

#### ديد أور ألايف 3
الشخصيات: Ryu Hayabusa, Kasumi, Tina, Jann-Lee, Lei-Fang, Zack, Bayman, Gen-Fu, Ayane, Ein, Helena, Leon, Hayate, Brad Wong, Hitomi, Christie
بعد سنتين حان وقت الجزء الثالث وقد تم إصداره في نفس يوم إطلاق جهاز إكس بوكس مع هالو، وكعادة Team NINJA قدم ما يستطيع لتقديم جرافيك مذهل على جهاز جديد، الجزء الثاني لم يختلف عن الجزء الثاني لدرجة كبيرة، كالقفزة التي حصلت بين الجزئين الأول والثاني، لكن الجزء الثالث إحتوى على عروض FMV تعد من أفضل ماقدم. وجمعت جميع مميزات الجزء الثاني وقدمتها بشكل أكثر مع شخصيات جديدة وهي Hayate (يعرف باسم Ein بالجزء الثاني) لكن هنا بعد أن عادت له الذاكرة وعرف أنه Ninja، وشخصية نسائية تعتبر الأفضل من الشخصيات الجديدة في الجزء الثالث Hitomi ونظامها القتالي مشابه لشخصية Ein القديمة بالجزء الثاني وهو الكراتيه، وشخصية نسائية جديدة تدعى Christie وهي مستأجرة من قبل شركة DOATEC للتجسس على Helena، الشخصية الجديدة الأخيرة هي Brad Wong رجل صاحب قتال معقد يستعمل الخمر ويحتاج لمهارة عالية في التحكم به، وطبعا في الجزء الثالث مجموعة حركات جديدة عن الجزء الثاني وبعضها تكملة لحركات الجزء الثاني.

#### ديد أور ألايف 4
الشخصيات: Ayane, Bass , Bayman, Brad Wong, Christie, Hayate, Eliot, Hitomi, Jann
Lee, Kasumi, Kokoro, Leifang, Lisa Hamilton (La Mariposa), Ryu Hayabusa, Tina , Zack
و شخصيات يجب فتح قفلها: Helena , Gen-Fu , Leon , Tengu ، وشخصية من لعبة هالو: SPARTAN-458
ديد أور ألايف 4 صدر في نهاية عام 2005 كجزء حصري على اكس بوكس 360 ، يوجد فيه أونلاين.

#### ديد أور ألايف ديمنشنز
صدر اللعبة عام 2011 على جهاز نينتندو ثري دي اس وهو أول جزء من السلسلة يصدر على أجهزة نينتندو، اللعبة تضم 25 شخصية وهذا الرقم هو الأعلى بتاريخ السلسلة.

#### ديد أور ألايف 5
الشخصيات:Kasumi , Ayane , Hayate , Ryu Hayabusa , Helena , Hitomi , Leifang , Christie ,Zack , Bayman , Jann Lee , Koroko , Bass , Tina , Lisa , Brad Wong , Eliot , Gen Fu , Alpha-152
صدرت لعبة ديد أور ألايف 5 عام 2012 على بلاي ستيشن 3 واكس بوكس 360 ، اللعبة تقدم جرافيكس جميل جدا، التفاصيل بوجوه الشخصيات جميلة، فقد تغيرت تصاميم الشخصيات وأصبحت أكثر واقعية.

### ألعاب فرعية
صدرت 3 أجزاء فرعية لسلسلة ديد أور ألايف. تدور أحداث الأجزاء الفرعية بجزيرة ومن خلالها تلعب بعدد من الرياضات المختلفة من بطولة فتيات سلسلة القتال ديد أور ألايف.

## الشخصيات

### Kasumi
نينجا هاربة من عشيرة النينجا "Mugen Tenshin". من الشخصيات الرئيسية التي بدأت منذ ظهور الجزء الأول، تعد من الشخصيات الثلاث الـNinja في Dead or Alive Ultimate وتتميز بسرعتها في القتال. دخلت في بطولة Dead or Alive للقضاء على Raidou (أب أياني وعم Kasumi وHayate) بسبب ضربه لأخيها Hayate وجعله يفقد الوعي ويفقد ذاكرته أيضا، هدفها الرئيسي في الاشتراك بالبطولة هو الإنتقام من Raidou وبالفعل قتلته وإنتصرت في البطولة الأولى.

### Ayane
نينجا من عشيرة النينجا "Mugen Tenshin". ظهورها الأول في السلسلة مع الجزء الأول لنسخة البلاي ستيشن المطورة كشخصية سرية، بدأت في البطولة الثانية لـDead or Alive لكي تقوم بقتل أختها، بطلب من رئيس الـMugen-Tenshin Ninjitsu الذي قام بتريتها المدعو Genra (الزعيم الأخير في الجزء الثالث)، لأن اختها Kasumi قامت بكسر قوانين مهمة للـنينجا وهربت من القرية الذي تعيش فيه، لذلك ذهبت لتقتلها (وهو نفس السبب الذي يجعل أخيها Hayate يبحث لقتل Kasumi أيضا).
وقد أشتركت في البطولة الثالثة لمهمتين الأولى هزيمة أختها والثانية قتل الشخص الذي قام بتربيتها وتعتبرها والدها Genra بعد أن حولته شركة DOATEC لوحش بعد عمل تجربة عليه.

### Ryu Hayabusa
نينجا من «عشيرة هايوباسا» وصديق «هاياتي». أشترك في بطولة Dead or Alive لإيقاف أخت صديقه Hayate لأنه وعد صديقه أن يقوم بالدفاع عنها وحمايتها إذا حدث له (Hayate) أي مكروه، وقد حدث فعلاً بأن فقد ذاكرته، وقد أشترك Ryu في البطولة الأولى لإيقاف Kasumi لكن لم يقابلها ربما ولم يفز بالبطولة الأولى، لأن Kasumi وصلت للنهاية وقتلت Raidou وانتقمت لأخيها Hayate.
وأشترك في البطولة الثانية لكي يقوم بثلاثة مهمات، الأولى هي أن يوقف Kasumi والثانية أن يقابل صديقه Hayate (أو Ein) ويحاول أن يعيد له ذاكرته والأخيرة هي أن يقتل الوحش Tengu، وبالفعل قام بعمل المهمات الثلاث وفاز في البطولة الثانية، وأشترك في البطولة الثالثة لقتل Genra لكن أوقفه صديقه Hayate وبعدها أوقفت أياني هاياتي لتهزم Genra.
قد يكون أشهر شخصية رجالية في سلسلة Dead or Alive، شخصية Ninja ظهوره الحقيقي لم يكن في أجزاء Dead or Alive بل كان أقدم من ذلك، ظهوره الأول في أجزاء Ninja Gaiden القديمة على مختلف الأجهزة أشهرها الثلاثية على جهازي NES & SNES ويستعمل طريقة مميزة للقتال خاصة في مجموعته تدعى Hayabusa Style Ninjutsu.

### Ein / Hayate
اسمه الحقيقي هو Hayate، نينجا من عشيرة النينجا "Mugen Tenshin"، أصبح فيما بعد قائد عشيرة النينجا "Mugen Tenshin"، اغمى عليه بعد عراك مع Raidou قبل بداية الجزء الثاني (تشاهد الأحداث بعرض البداية في Dead or Alive Ultimate2)، يستعمل الكراتيه في القتال وبداية ظهوره في الجزء الثاني من السلسلة.
بعد أن اغمى عليه قامت شركة DOATEC بخطفه وعمل تجربة تدعى Epilson عليه لكنها بائت بالفشل ونتجة لها فقد ذاكرته ورموه في غابات ألمانيا، وجدته شخصية Hitomi وانقذته وتدرب الكراتيه معها على يد والد هيتومي واطلقوا عليه اسم Ein ويعني الأول بالألمانية (ويقصد بذلك أول تجربة قامت بها شركة DOATEC) وقد فشلت، بعد أن سمع في بطولة Dead or Alive ذهب ليشترك فيها دون علم Hitomi أو والدها، أشترك في البطولة الثانية لكي يعرف من هو وقد يستعيد ذاكرته أو حتى يقابل من يعرفه، قابل في البطولة صديقه Ryu Hayabusa وبعد أن تقاتل معه وإنتصر عليه Hayabusa استعاد ذاكرته وعرف أن اسمه الحقيقي هو Hayate واشترك في البطولة الثالثة لمهتين الأولى أن يقتل اخته رغما عنه مع أنه يحبها لكنه قائد مجموعة الننجا هناك واخته قامت بكسر قوانين الننجا فيجب عليه قتلها، والثانية أن يقوم بقتل Genra.

### Leifang
طالبة صينية وتتقن فنون قتالية تدعى تاي تشي شوان. من الشخصيات التي بدأت على الأركيد مع الجزء الأول، شخصية ظريفة مرحة وتستعمل طريقة غريبة للقتال تدعى T'ai Chi Quan.
دخلت في بطولة Dead or Alive العالمية بسبب إنقاذ شخصية Jann Lee لها من عصابة صينية على الرغم من أنها كانت تستطيع القضاء عليهم، فدخلت بطولة Dead or Alive لتقابل Jann Lee وتهزمه وتثبت له أنها أقوى منه وتستطيع الدفاع عن نفسها.

### Jann Lee
حارس ومقاتل يتقن فنون قتالية تدعى «جيت كون دو». من الشخصيات الرئيسية منذ بدايتها على الأركيد، يتميز بالقوة والسرعة، أشترك جان لي في البطولة للتحدي ولكي يثبت نفسه فيها.

### Helena
مغنية اوبرا فرنسية شهيرة وأبوها Fame Douglass أحد مؤسسين شركة DOATEC، بداية ظهورها في الجزء الثاني وستستمر لباقي الأجزاء القادمة، تتميز بأنها غنية وتصرفاتها متكبرة نوعا ما، لم يكن هنالك سبب لدخولها في البطولة إلى أن حدثت حادثة.
أشتركت في بطولة Dead or Alive الثانية لكي تقوم بالبحث عن قاتل أمها. قتلت أمها للدفاع عنها في يوم كانت تغني فيه الأوبرا وصوب شخص المسدس عليها ليقتل Helena لكن دخلت أمها وجعلت الرصاصة تقتلها. هدفها الرئيسي في الجزء الثاني هو البحث عن القتال إلى أن تشك بشخصية Ayane الننجا بأنها قاتلة أمها، لكن هذا صعب فشخصية الننجا لاتستعمل الأسلحة الحديثة لكي تقتل. تصبح فيما بعد رئيسة لشركة DOATEC .

### Hitomi
طالبة في المدرسة العليا، ماهرة في الفن القتالي الكراتيه. بداية ظهورها في الجزء الثالث، تعلمت الكراتيه مع شخصية Ein (يدعى Hayate بالجزء الثالث) على يد والدها الألماني المتزوج من أم يابانية، وقدأشتركت في البطولة الثالثة للتحدي وإبراز قوتها وأيضا لكي تبحث عن Ein الذي انقذته عندما وجدته مغمى عليه في غابات ألمانيا بعد أن إختفى.

### Tina
ابنة «باس» ومصارعة أمريكية، ظهرت مع بداية الجزء الأول، تستعمل أسلوب قريب من والدها للقتال وهو المصارعة. أشترك في البطولة الأولى لكي تكون عارضة أزياء أو ممثلة مشهورة ولكن والدها يعارض هذا الشي ويقابلها لإيقافها.

### Bass
والد «تينا» ومصارع أمريكي معتزل. بداية ظهوره في الجزء الأول نسخة البلاي ستيشن المطورة كشخصية سرية، بطيء في تحركاته لكن ضرباته قوية جداً. دخل في بطولة Dead or Alive لإيقاف إبنته Tina من أن تكون ممثلة أو عارضة أزياء .

### Zack
دي جي أمريكي ملاكم يتقن فن قتالي يدعى (موياي تاي)، ظهر في الجزء الأول، تواجد في جميع البطولات لكي يفوز بأموال البطولة ولكي يصبح مشهور أيضا .

### Gen Fu
سيد لفنون القتالية تدعى «شن يي» ومالك مكتبة، أشترك في كل بطولة من البطولات السابقة كي يحصل على أموال تساعده على علاج حفيدته .

### Bayman
قاتل مستأجر، يتقن فن قتالي يدعى سامبو، شخصية ظهرت منذ بداية الجزء الأول، لكنه أصبح شخصية سرية في الثاني وعاد ليكون شخصية رئيسية في الثالث، بطيء في قتاله لكن ضرباته قوية. Donovan واحد من الاثنين الذين قاما بتأسيس شركة DOATEC قام بإستئجار Bayman لكي يقوم بقتل المؤسس الآخر ووالد Helena المدعو Fame Douglass وكان هذا السبب الثاني لاشتراكه في البطولة، أما السبب الأول فهو قتل Fame Douglass لوالديه عندما كان صغيراً .

### Leon
مرتزق، بدأ ظهوره في الجزء الثاني من السلسلة، أشترك في البطولة الثانية لـDead or Alive بعد أن ذكرت له امرأة يحبها تدعى Roland قبل أن تموت بين يديه أنها تحب أقوى رجل على الأرض، فإشترك في البطولة لكي يحقق لها كلماتها الأخيرة .

### Brad Wong
سيد لفنون قتالية تدعى «ملاكمة السكران».

### Christie
بريطانية، قاتلة مستأجرة من Donovan لتراقب «هيلينا».

### Raidou
والد «أياني» الغير الشرعي وعم «كاسومي» و«هاياتي»، نفي من القرية والعشيرة، وهو الذي أذى «هاياتي» وسبب له الشلل

### Tengu / Gohyakumine Bankotsubo
تينغو ظهر في عالم البشر لكي يقوم بعمل الكوارث بالأرض، لكن ظهر Ryu Hayabusa وقتله .

### Omega / Genra
اسمه الحقيقي «جينرا» وهو والد أياني بالتبني وزعيم طائفة Hajinmon من عشيرة النينجا "Mugen Tenshin"، تم تحويله إلى مقاتل قوي ومتوحش يدعى «أوميجا» من شركة DOATEC .

## نينجا غايدن
نينجا غايدن : هي سلسلة ألعاب فيديو من شركة تيكمو وبطل هذه السلسلة هو «ريو هيوباسا» وهو أحد شخصيات سلسلة «ديد أور ألايف».
العلاقة بين سلسلة ديد أور ألايف ونينجا غايدن كلا اللعبتين من شركة تيكمو ومن تطوير تيم نينجا، وكلا اللعبتين يظهر فيهما «ريو هيوباسا» وأيضا تظهر «أياني».

## تقبل السلسلة
حصلت السلسلة على مراجعات إيجابية .
تقييم الألعاب الرئيسية من Gamespot وIGN :
| اللعبة          | جيم سبوت                                                    | آي جي إن                                                    |
| --------------- | ----------------------------------------------------------- | ----------------------------------------------------------- |
| ديد أور ألايف 1 | 7.3 / 10 (بلاي ستيشن 1)                                     | 8.5 / 10 (بلاي ستيشن 1)                                     |
| ديد أور ألايف 2 | 9.7 / 10 نسخة (الدريم كاست), 8.9 / 10 نسخة (البلاي ستيشن 2) | 9.4 / 10 نسخة (الدريم كاست), 8.7 / 10 نسخة (البلاي ستيشن 2) |
| ديد أور ألايف 3 | 7.9 / 10                                                    | 9.4 / 10                                                    |
| ديد أور ألايف 4 | 8.8 / 10                                                    | 9.0 / 10                                                    |
| ديد أور ألايف 5 | 7.5 / 10                                                    | 8.8 / 10                                                    |

## الأفلام
دي أو أي : ميت أو حي "DOA : Dead Or Alive": هو فيلم فنون قتالية أمريكي والقصة مستوحاة من لعبة ديد أور ألايف وهو من إخراج كوري يوين ومن كتابة جوناثان فريدريك لاوتون،
هذا الفيلم من بطولة:
- جايمي بريسلي وألتي أدت دور «تينا»
- هولي فلانس بدور «كريستي»
- ديفون أوكي بدور «كاسومي»
- ناتازيا مالثه بدور «أياني»
- ساره كارتر بدور «هيلينا»
- كين كوسوغي بدور «ريو هيابوسا»
- كولين تشو بدور «هاياتي»
- كيفن ناش بدور «باس»